# La Nopalera, Texcoco
La Nopalera, även benämnd La Siberia, är en ort i Mexiko, tillhörande kommunen Texcoco i delstaten Mexiko. La Nopalera ligger i den centrala delen av landet och tillhör Mexico Citys storstadsområde. Orten hade 176 invånare vid folkräkningen 2010.